# Томский радиотелецентр РТРС
Томский областной радиотелевизионный передающий центр (Томский радиотелецентр РТРС, филиал РТРС «Томский ОРТПЦ») — подразделение Российской телевизионной и радиовещательной сети (РТРС), основной оператор эфирного цифрового и аналогового телевизионного и радиовещания в Томской области, единственный исполнитель мероприятий по строительству цифровой эфирной телесети в регионе в соответствии с федеральной целевой программой «Развитие телерадиовещания в Российской Федерации на 2009—2018 годы». Томский радиотелецентр РТРС обеспечивает 97,1 % (более 1 миллиона человек) населения региона 20-ю бесплатными цифровыми эфирными телеканалами и тремя радиостанциями в стандарте DVB-T2, а также 30 радиостанциями FM-диапазона. Эфирная трансляция цифрового ТВ в регионе ведётся с 35 радиотелевизионных станций. Филиал также участвует в мероприятиях по расширению покрытия мобильной телефонной связью и интернетом в регионе.

## История

### Истоки телерадиовещания в регионе
История эфирного вещания в регионе началась с развития радиотехники силами энтузиастов-радиолюбителей. Для приёма «Плакатного вестника» и радиосводок к 1922 году использовались пять приёмных радиостанций Томского губотдела. А в 1923 году при Томском университете была организована радиолаборатория, в которой исследовали особенности прохождения радиоволн КВ-диапазона. Первая в Западной Сибири радиовещательная станция, организованная радиолюбителем А. Балакшиным, появилась в 1924 году.
В том же году Балакшин с помощью радиолампы, подаренной М. А. Бонч-Бруевичем, увеличил мощность передатчика станции с 10 до 150 Вт, сконструировал радиоприёмник «Жемчужина», радиопередатчик и электродинамический громкоговоритель. В Сибирском политехникуме им. тов. К. А. Тимирязева Балакшин организовал приёмную радиостанцию коллективного пользования.
На приёмопередающей радиотелеграфной КВ-станции ТУК («Томский университет-короткие»), начавшей работу в августе 1925 года, проводились расширенные исследования прохождения коротких волн для установления графиков работы коротковолновых радиостанций СССР. На волне CQ («Всем!») университетскую станцию могли слышать в Голландии, Германии, Франции, Англии, Японии и Южной Африке. В мае 1926 года Балакшин принял передачу радиовещательной станции СОК (Москва, Сокольники) им. А. С. Попова.
Радиодело развивалось и в военно-научном кружке 4-го Сибирского радиобатальона Красной Армии. Впервые широковещательная радиопередача кружка вышла в эфир 23 февраля 1926 года, и быстро стала регулярной. Передачи этой станции слушали в Томске, Тайге, Болотном и даже в Новосибирске.
В 1931 году Московский радиовещательный узел и Всесоюзный электротехнический институт организовали первые опытные телевизионные передачи. Изображения 30-строчного механического телевидения уже спустя год принимались томскими радиолюбителями на волне 453 м на самодельной приёмной установке, созданной на базе радиостанции РВ-48 с диском Нипкова и неоновой лампы. Группа радиолюбителей состояла из студентов Томского университета и научных сотрудников лаборатории телевидения и звукового кино Сибирского физико-технического института. Инициатором создания группы был В. Денисов. Изображение на экране было слабым, размером со спичечную головку, угадывались контуры предметов и фигур людей. Однако это уже был большой шаг в истории телевидения.

### 1950-е годы
В 1951 году, ознакомившись с аппаратурой первого созданного в СССР Харьковского любительского телецентра, старший преподаватель Е. Силов, старший лаборант А. Бакакин и радиолюбители Томского политехнического института (ТПИ) под руководством В. Мелихова разработали собственную схему телецентра с использованием самодельного телевизора на основе осциллографической трубки и оборудования, сконструированного в лаборатории ТПИ.
25 декабря 1952 года в Томске была принята первая пробная телевизионная передача киножурнала со звуковым сопровождением. А 29 декабря (по данным более поздних источников — 30 декабря) киножурнал «Сибирь на экране» уже демонстрировался в эфир. Эта дата считается началом эры электронного телевидения не только в Томске, но и в Сибири. С января 1953 года передачи телецентра ТПИ стали регулярными. Первое время они велись с развёрткой (чёткостью) 320 строк. С июня 1953 года для трансляции кинофильмов стали применяться кинопроекторы типа КПТ-1 с увеличенной скоростью продвижения кинопленки до 25 кадров в секунду и четкостью 625 строк, что уже соответствовало стандартам государственных телецентров.
В 1954 году, в преддверии юбилейной даты 350-летия Томска, по инициативе руководства и городской общественности на самом высоком месте города недалеко от Белого озера началось строительство городского телецентра. Лаборатория телевидения ТПИ полностью спроектировала и изготовила техническое оборудование для него. Мощность передатчика изображения составила 0,5 кВт, передатчика звукового сопровождения — 0,25 кВт, в 15 раз превышая характеристики любительского телецентра ТПИ.
В мае 1955 года основное трехэтажное здание студии телевидения было принято в эксплуатацию Министерством связи. Томский телецентр стал первым в Сибири и пятым действующим телецентром в стране. Так как высотных сооружений на тот момент в городе практически не было, в качестве временного решения радиопередающее оборудование было размещено на расстоянии около 100 м от студии в существующей водонапорной башне высотой 40 м.

### 1960—1980-е годы
С 1959 по 1965 годы специалисты телецентра активно работали над улучшением качества и увеличением дальности распространения телевизионных передач.
В 1968 году началось строительство принципиально нового передающего комплекса — телевизионной башни высотой 180 м и двухэтажного технического здания телецентра на ул. Больничная (телестудия продолжила свою деятельность на ул. Красного Пожарника, ныне Яковлева).
В новогоднюю ночь 1 января 1969 года новый комплекс начал работу. Благодаря этому радиус зоны уверенного приёма телепередач увеличился с 35-40 км до 80-90 км, улучшилось качество изображения. С вводом в эксплуатацию новой телевизионной башни уверенный сигнал из Томска смогли принимать жители Кожевниковского, Шегарского, южной части Кривошеинского и Бакчарского районов. Для передачи сигналов телевидения и радиовещания были задействованы телевизионный передатчик 1 ТВК «Якорь» мощностью 5 кВт и каналом звукового сопровождения 1,5 кВт и двухпрограммный радиовещательный передатчик «Дождь-2» мощностью 4 кВт. На первой программе (67,22 МГц) звучали передачи Первой программы Всесоюзного Радио и передачи из Томска, а на второй (68,78 МГц) — радио «Маяк».
В 1970 году была построена первая радиорелейная линия связи, предназначенная для передачи сигналов телевидения и многоканальной телефонии Кемерово — Анжеро-Судженск — Томск. Она позволила соединить Томск с магистралью Москва — Владивосток и передавать в областной центр Первую программу Центрального Телевидения. До этого момента в Томске велось только местное вещание.
В июле 1972 года Томский радиоцентр был переименован в Областную радиотелевизионную передающую станцию, а затем в Томский областной радиотелевизионный передающий центр (Томский ОРТПЦ).
В том же году в Томске была смонтирована и сдана в эксплуатацию новая телевизионная передающая станция 11 ТВК на основе телевизионного передатчика «Зона-1». С того момента в Томске транслировались две центральные телепрограммы и одна местная.
Благодаря строительству сети радиорелейных линий и малых спутниковых ретрансляторов, в Томске стала возможной демонстрация программ ЦТ, а зона охвата телевещанием в Томской области расширилась сначала до районных центров, и далее и до небольших населённых пунктов лесозаготовителей и нефтепромыслов.
К 1975 году телепередачи могли смотреть уже две трети жителей области.
В 1976 году Томский телецентр, после модернизации, организовал в Томске устойчивое цветное вещание в системе SECAM.
К 1983 году уже все передачи велись «в цвете». С использованием спутниковых ретрансляторов системы «Экран» и «Москва» были построены около 400 маломощных телевизионных станций. В 1987 году в Томске были установлены новые телевизионные передающие станции «Зона-2» (8 ТВК) и «Зона-3» (1 ТВК) взамен ламповых радиостанций «Якорь» и «Зона».

### 1990—2000-е годы
В 1990-х годах в Томской области сформировалась одна из самых мощных в России сетей вещания: томские связисты тогда занимали четвёртое место по показателям охвата населения. Охват жителей области Первой программой составлял 99,9 %, Второй телевизионной программой — 98,3 %, Третьей телевизионной программой — 75,6 %.
Период с 1992 по 1998 годы отмечен бурным развитием передающего комплекса и в Томске: шла замена устаревшего радиопередающего оборудования и передающих антенн, связисты осваивали ДМВ и FM-диапазоны. К концу десятилетия в областном центре с площадки Томского ОРТПЦ транслировались уже восемь телевизионных и 11 радиовещательных программ.
Постановлением Верховного Совета РФ от 27 декабря 1991 года № 3020-1 был установлен запрет на приватизацию радиотелевизионных передающих центров. Несмотря на это, Комитет по управлению государственным имуществом Томской области в 1993 году провёл приватизацию имущественного комплекса государственного предприятия связи и информатики (ГПСИ) «Россвязьинформ» Томской области. Имущество было передано в уставный фонд вновь создаваемого АООТ «Томсктелеком».
В 1998 году Томский радиотелецентр реорганизован в филиал ВГТРК «Томский областной радиотелевизионный передающий центр». Однако после реорганизации практически весь имущественный комплекс филиала остался по-прежнему в распоряжении ОАО «Томсктелеком».
В 2001 году с образованием РТРС «Томский ОРТПЦ» вошел в состав нового предприятия, став одним из 77 филиалов.

## Деятельность

### Развитие аналоговой телесети
С 2004 по 2009 годы, несмотря на сложное положение, в условиях практически полного отсутствия собственной инфраструктуры томский филиал запустил аналоговую трансляцию передатчиков «Россия-К», «Петербург-5 канал», «ТВ-Центр» в Томске, построил сети аналогового вещания телеканала «Спорт» (позже «Россия-2») и «Радио Сибирь» в области. Постепенно через суды возвращён в государственную собственность ранее незаконно приватизированный имущественный комплекс филиала.
В конце 2009 года томский филиал ОАО «Сибирьтелеком» (правопреемник ОАО «Томсктелеком») вернул на обслуживание в Томский ОРТПЦ 360 телевизионных и 85 радиопередатчиков, транслирующих программы «Первый канал», «Россия-1», НТВ, «Россия-К», «Радио России», «Маяк» и коммерческих телерадиокомпаний по всей Томской области.
В 2010-х годах филиал продолжал активное строительство аналоговых ТВ передатчиков. В Томске были введены в эксплуатацию передатчики «7ТВ» (позже Disney), «НТК Звезда», Губернского телеканала «Томское время», в области — сети «Петербург-5 канал» и «ТВ-Центр». В FM-диапазоне в Томске было запущено 18 передатчиков федеральных и региональных вещателей, в области — «Авторадио-Колпашево» и сеть «Дорожного радио».
Однако покрытие аналоговым телевизионным вещанием в регионе оставалось крайне неравномерным. В областном центре к 2019 году транслировались 17 телеканалов, в райцентрах — не более восьми, а в мелких населенных пунктах — один-два.

### Перевод региональной сети вещания на цифровой формат
В декабре 2009 года постановлением Правительства России № 985 утверждена федеральная целевая программа «Развитие телерадиовещания в Российской Федерации на 2009—2018 годы». Томская область вошла в третью очередь создания государственной сети цифрового эфирного телевизионного вещания. В 2011 году филиал начал проектирование и работы по подготовке объектов к строительству. В 2012 году началось непосредственно строительство сети вещания первого мультиплекса и регионального центра мультиплексирования. 25 существующих объектов филиала были приведены в нормативное состояние и модернизированы, а 10 станций были возведены с нуля — начиная с выбора земельного участка. Проектирование и строительство сети второго мультиплекса на уже подготовленной инфраструктуре велось с 2013 по 2017 годы.
29 ноября 2012 года Томский радиотелецентр РТРС открыл в Томске центр консультационной поддержки зрителей цифрового эфирного телевидения.
30 ноября 2012 года филиал начал тестовую трансляцию 10 телеканалов первого мультиплекса с первого смонтированного передатчика в Стрежевом, а 16 декабря 2012 года — в Томске.
25 июля 2014 года в Томске началась трансляция второго мультиплекса.
31 декабря 2015 года филиал РТРС завершил строительство сети вещания первого мультиплекса — началась трансляция на последнем новом объекте вещания в Кедровом.
1 июля 2017 года Томский радиотелецентр РТРС начал включение региональных программ ГТРК «Томск» в сигналы телеканалов первого мультиплекса «Россия-1», «Россия-24» и радиостанции «Радио России» с использованием технологии распределенной модификации программ (ТРМ).
26 декабря 2018 года в области начали работу все передатчики второго мультиплекса. Цифровой телесигнал двух мультиплексов стал доступен для 97,1 % населения региона — 1 млн 46 тысяч человек.
После полного запуска трансляции двух мультиплексов началось поэтапное отключение аналогового вещания телеканалов, входящих в их состав. Отключению предшествовала масштабная информационно-разъяснительная кампания с привлечением исполнительных органов власти Томской области, региональных печатных и электронных СМИ, федеральных телевещателей. Томская область вошла в третий этап отключения «аналога». 3 июня 2019 года 363 аналоговых передатчика в Томской области начали транслировать информационный видеоролик о прекращении аналогового телевещания и способах дальнейшего просмотра телевидения: через эфир или спутник.
Для информационно-разъяснительной кампании томский филиал РТРС совместно с департаментом по молодёжной политике, физической культуре и спорту Томской области подготовили более 700 студентов-волонтёров. Они помогали телезрителям региона устанавливать и настраивать приёмное оборудование, обучали преимущественно старшее поколение, как обращаться с приставкой, телевизором. Спустя неделю аналоговые передатчики были полностью отключены. Региональные телеканалы и телеканалы, не входящие в состав мультиплексов, продолжили аналоговое вещание.
29 ноября 2019 года Томский радиотелецентр РТРС начал цифровую трансляцию программ телеканала «Томское время» в сетке телеканала ОТР.

### Развитие радиовещания: сеть ВГТРК
Томский филиал РТРС ввёл в эксплуатацию в регионе сеть FM-вещания радиостанций «Радио России», «Маяк» и «Вести ФМ». Это часть совместной программы РТРС и ВГТРК по развитию эфирного радиовещания. В 2015—2020 годах в 42 населенных пунктах Томской области начата трансляция «Радио России» в FM-диапазоне, в Томске — всех трёх основных радиостанций медиахолдинга.

## Организация вещания
РТРС транслирует в Томской области:
- 20 телеканалов и 3 радиоканала в цифровом формате;
- 4 телеканала в аналоговом формате;
- 30 радиоканалов.

Инфраструктура эфирного телерадиовещания томского филиала РТРС включает:
- областной радиотелецентр;
- центр формирования мультиплексов;
- 6 производственных территориальных подразделений;
- 48 радиотелевизионных передающих станций;
- 50 антенно-мачтовых сооружений;
- 1 передающую земную станцию спутниковой связи для врезки местных телеканалов в первый мультиплекс;
- 168 приемных земных спутниковых станций;
- 71 цифровой телевизионный передатчик;
- 5 аналоговых телевизионных передатчиков;
- 54 радиовещательных передатчика;
- 3 точки присоединения операторов кабельного телевидения: Томск (2 шт.), Стрежевой;
- 35 устройств замещения регионального контента (реплейсеров);
- 14 устройств вставки локального контента (сплайсеров).

В филиале работают 9 аварийно-профилактических групп.

## Награды
Указом Президента Российской Федерации директор филиала В. Н. Юршин награждён «Орденом Дружбы», главный инженер филиала В. В. Чирва и руководитель АПГ «Молчаново» цеха «Томск» П. Н. Бородин награждены медалью ордена «За заслуги перед отечеством» II степени.